# Allan Bloom
Allan Bloom, född 14 september 1930 i Indianapolis, död 7 oktober 1992 i Chicago, var en amerikansk filosof. Han publicerade bland annat boken The Closing of the American Mind.